# Aplasta sudataria
Aplasta sudataria är en fjärilsart som beskrevs av Jacob Hübner 1817. Aplasta sudataria ingår i släktet Aplasta och familjen mätare. Inga underarter finns listade i Catalogue of Life.